# Michel Vinaver
Pour les articles homonymes, voir Grinberg.
Michel Grinberg, dit Michel Vinaver, est un dramaturge, universitaire et homme d'affaires français né le 13 janvier 1927 à Paris et mort le 1er mai 2022.
Il a été président-directeur général de l'entreprise Gillette France de 1966 à 1980. Dès 1982, il se consacre entièrement à l'écriture et à l'enseignement du théâtre.

## Biographie

### Enfance, famille et formation
Michel Grinberg est le fils d’un père antiquaire né à Kiev (Léon Grinberg, 1900-1981), et d’une mère avocate née à Saint-Pétersbourg (Sophie Vinaver 1904-1964). Son grand-père maternel, Maxim Vinaver (1863-1926), avocat, fut l’un des dirigeants du parti constitutionnel démocratique (les « cadets ») russe; député à la Douma, il y défendit les intérêts de la communauté juive. En 1919, fuyant la  révolution bolchevique, il se réfugie en France avec sa femme Rosa (1872-1951) et ses trois enfants : Valentine, Eugène et Sophie, la future mère de Michel Vinaver.
Les parents de Michel Grinberg habitent à Annecy, quand, en 1941, à la suite de la promulgation des lois de Vichy, ils sont contraints de s’exiler avec leur famille aux États-Unis. En 1944, Michel Grinberg rentre en France et se met, sans succès, à disposition de l’armée de libération.
Michel Grinberg poursuit ses études aux États-Unis et obtient un Bachelor of Arts en 1947 à la Wesleyan University en Connecticut (littérature anglaise et américaine), puis, de retour à Paris, une Licence en Lettres à la Sorbonne en 1951.
Le 2 mai 1957, il épouse Catherine Le Tellier, dont il se séparera en septembre 1990. De leur union naissent quatre enfants, dont, le 20 mars 1963, la comédienne Anouk Grinberg. Cette dernière jouera dans deux pièces écrites par son père, L’Ordinaire en 1983 et Les Voisins en 1986. Michel Grinberg est aussi le grand-oncle de l'actrice Louise Grinberg.

### Parcours professionnel
En 1953, à la suite d'une petite annonce de demande d'emploi qu'il a passée dans le Herald Tribune, Michel Grinberg accepte un poste de cadre-stagiaire dans la société Gillette France, dont le siège se transférait de Paris à Annecy. Trois mois plus tard, il est nommé chef du service administratif. En 1959, il est promu président-directeur général de Gillette Belgique, puis de Gillette Italie en 1964, et enfin de Gillette France en 1966. En 1971, il négocie l’acquisition de la société française ST Dupont qu’il dirigera jusqu'en 1978. La multinationale américaine est alors particulièrement intéressée par la production des briquets jetables Cricket.
En 1976, du 11 mars au 21 avril, l’usine de Faverges (Haute Savoie), lieu de production des produits de luxe de la marque ST Dupont, est le théâtre d’un grave conflit social. Se succèdent une grève, une occupation des locaux, la menace d’une reprise de la production en autogestion puis l’évacuation de l’usine par les forces de l’ordre. En 2009, répondant aux question de l’historienne Irène Favier, Michel Grinberg dira quel fut son sentiment à la fin de cet épisode qui s’était soldé par un accord – sans qu’il ait rien lâché en tant que directeur : « je ne veux pas revivre ça une autre fois », non pas, précise-t-il, « parce que c’était angoissant, mais parce que sur le plan de tout mon être, de tout mon parcours, c’était trop contradictoire ». En 1978, il devient responsable des relations publiques du groupe pour l’Europe, avant de quitter Gillette en 1980 quand ce poste est supprimé.

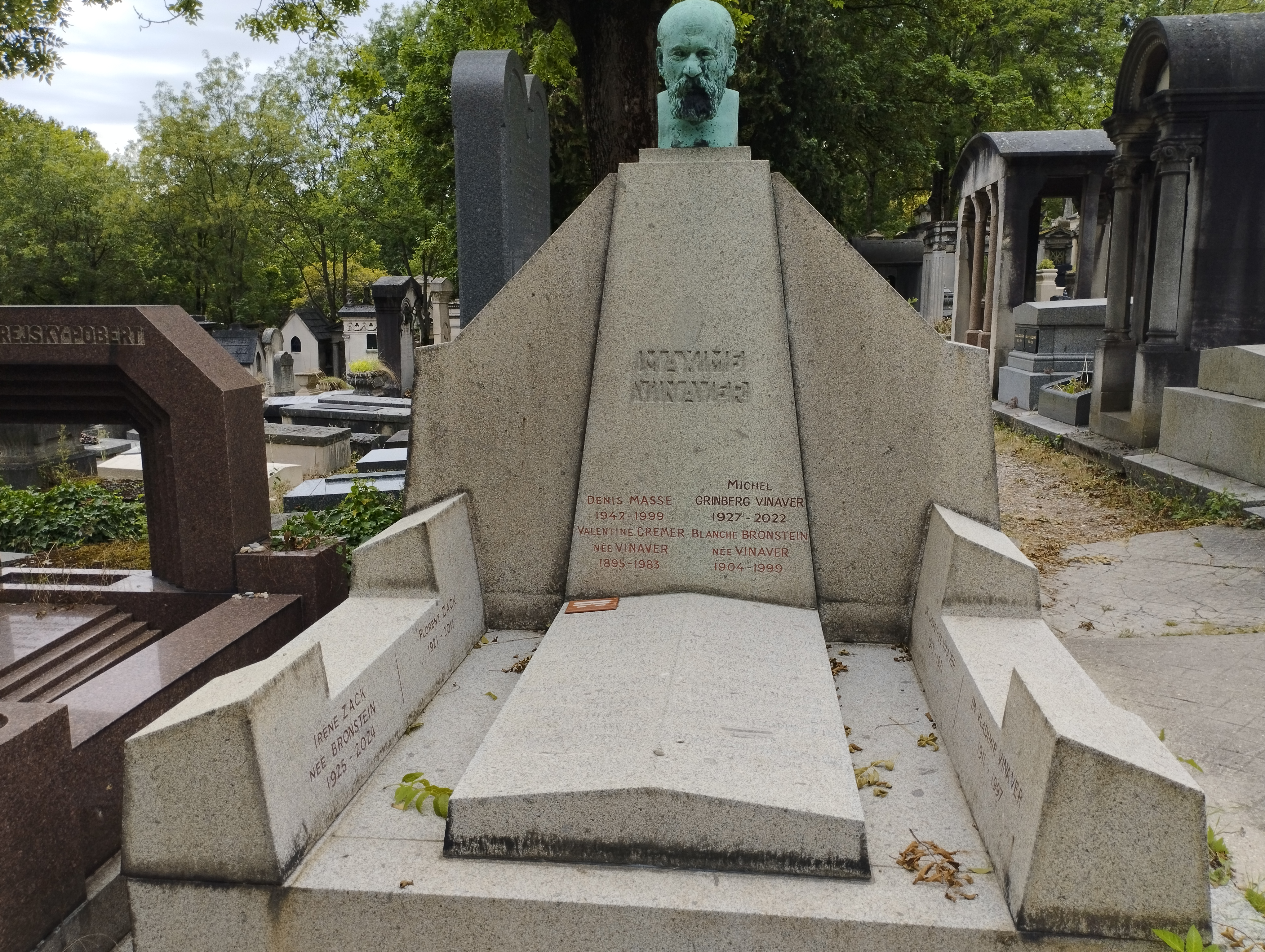
Tombe de Michel Vinaver au Père-Lachaise.

En 1982, après un séjour dans un cabinet de conseil, il est nommé professeur associé à l'Institut d’études théâtrales de l'Université Paris-III où il remplace Bernard Dort avant de lui succéder. La même année, au Centre national des lettres (aujourd’hui Centre national du livre), est créée la commission Théâtre dont il assurera la présidence pendant quatre ans. En juin 1986, il soutient à Paris-III, sous la direction d’Anne Ubersfeld, une Habilitation à Diriger des Recherches. En 1987, il est nommé professeur d’études théâtrales à l’Université Paris-VIII. Il occupera ce poste jusqu’à sa retraite en 1991.

## Carrière littéraire

### Le roman
En 1947, Michel Grinberg est à Paris. Il a choisi son nom de plume : Michel Vinaver. Son premier roman, Lataume, est publié en 1950 aux Éditions Gallimard grâce à la recommandation d’Albert Camus. De ce texte, Vinaver dira : « je suis encore surpris que Camus l’ait publié, tant il était éloigné de son esthétique. Je n’ai pas connu Sartre, mais on m’a rapporté que, l’ayant lu, il l’avait situé dans le sillage de Boris Vian. Je crois qu’il avait vu juste, dans une esthétique du fantasque, du décalé. » En 1951, paraît chez Gallimard un second roman, L’Objecteur, couronné l’année suivante par le prix Fénéon. La critique de l’époque souligne la parenté avec L’Etranger de Camus. Le roman raconte deux jours dans la vie de d’un jeune appelé, ayant fui sa caserne à la suite d'un acte de désobéissance. En 1953, il produit un ultime texte narratif Les Aventures de Jean Patamorfoss, un récit pour enfants, inédit, qui se déroule dans un régime totalitaire.

### Le rôle d’Albert Camus
En 1946, alors que sa famille est exilée aux États-Unis, Michel Vinaver rencontre Albert Camus à l’occasion d’une conférence que celui-ci prononce à New York. Cette rencontre fut décisive pour la carrière d’écrivain du jeune homme : « J’avais lu dans le journal qu’il était de passage à New-York, et je l’ai traqué, véritablement. Je l’admirais sans réserve, pour L’Étranger et Le Mythe de Sisyphe. Je l’ai intéressé en lui disant que j’étudiais le comique dans son œuvre, ce qui l’a accroché car personne n’abordait jamais son travail sous cet angle. Cela a été le début d’une relation : il m’a encouragé à écrire, a été mon lecteur chez Gallimard, et a fait publier mon premier roman, et le deuxième ».
Entre 1946 et 1957, Vinaver et Camus échangèrent trente-six lettres. Il y est entre autres question de la responsabilité de l’écrivain et de son engagement. Michel Vinaver réalisa, en réaction aux ouvrages de Camus dans les années qui suivirent La Peste, que pour lui « l’écrivain n’a pas de message à délivrer, et n’a pas de responsabilité à l’égard de qui ce soit ni de la société » et que « l’écrivain s’engage autrement que par l’adhésion à une idéologie, un projet politique ou même un combat ».

## Le théâtre
Depuis son engagement au siège de Gillette France, Vinaver habite au bord du lac d’Annecy, dans une maison que son grand-père avait acquise en 1920. À la fin de l'été 1954, il suit les répétitions d'Hamlet, un spectacle amateur mis en scène par Gabriel Monnet et présenté aux Nuits théâtrales d’Annecy et il rend compte du spectacle dans la revue Théâtre Populaire. En 1955, il suit avec attention la production d'Ubu roi créé à nouveau dans le cadre d’un stage national d’art dramatique amateur dirigé par Gabriel Monnet, grande figure de la décentralisation d’après-guerre, mais l’article est refusé par Les Temps Modernes. Gabriel Monnet lui commande alors une pièce pour l’année suivante : le Ministère de la Jeunesse et des Sports en interdira la production dans le cadre d’un stage. Aujourd’hui ou Les Coréens sera mis en scène par Roger Planchon au Théâtre de la Comédie de Lyon (octobre 1956), puis par Jean-Marie Serreau au Théâtre de l'Alliance française à Paris (janvier 1957).
Dans la foulée, Michel Vinaver écrit Les Huissiers (1957) puis Iphigénie-Hôtel (1959) Les deux pièces ne parviennent pas à la scène en raison du tabou qui entoure le sujet de la guerre d’Algérie. Les Huissiers ne sera montée qu’en 1980 par Gilles Chavassieux à La Comédie de Lyon et Iphigénie-Hôtel en 1977 par Antoine Vitez au Théâtre des Quartiers d'Ivry. S’ensuit une pause d’une dizaine d’années dans le cours de la carrière théâtrale de l’auteur.

### Le rôle de Roland Barthes
Vinaver a rencontré Roland Barthes en 1947, avant d'être ébloui par « Le degré zéro de l’écriture ». Depuis 1953, Barthes dirige avec Bernard Dort la revue Théâtre populaire, qu’ils ont mise au service du projet de Jean Vilar, directeur du Théâtre National Populaire et créateur du Festival d’Avignon. Barthes se montrera un fidèle lecteur et spectateur de Vinaver jusqu’à ce qu’il s’éloigne du théâtre dans les années 1970. Il reçoit, au début de l’année 1956, le manuscrit de Aujourd’hui ou Les Coréens.
La pièce semble s’inscrire dans la lignée d’un théâtre engagé qui comprend aussi bien le Dossier Oppenheimer (1952) de Jean Vilar, V comme Vietnam (1967) de Armand Gatti et la Mère Courage de Brecht dont la représentation à Paris a provoqué en 1954 la réorientation de Théâtre Populaire. La manière dont Michel Vinaver traite les thématiques politiques est pourtant singulière, c’est du moins ce que Roland Barthes décèle et commente dans une note qu’il enverra à l’auteur des Coréens. Comme le souligne Catherine Brun, les commentaires de Barthes se sont avérés déterminants pour Vinaver qui s’en est approprié la substance : « Est-ce une pièce politique? Non, si la politique, c’est le discours, la profession de foi, la thèse: les personnages de Vinaver ne parlent jamais sur la politique. Oui, pleinement oui, si la politique consiste à retrouver les rapports réels des hommes débarrassés de toute « décoration » psychologique. Est-ce un théâtre réaliste? Non, mais c’est un théâtre objectif, aussi éloigné en cela du préchi-précha jdanovien que du psychologisme bourgeois; et cette vue du réel est quelque chose de nouveau, je crois, dans notre théâtre français. »

### Le théâtre du travail
Après dix années de « panne », Michel Vinaver se consacre depuis 1967 à l’écriture de Par-dessus bord. Il s’agit de la première pièce où il traite directement du monde de l’entreprise. Le 17 février 2009, il admettra, dans un entretien avec Irène Favier, qu’il cherchait peut-être déjà à initier une rupture avec son employeur. Dans un « auto-interrogatoire » rédigé au début des années 1970, il affirme ne pas s’en prendre au « Système » : « Je ne l’attaque pas, j’essaie de le saisir, de l’appréhender, à partir de sentiments très mélangés, tendresse et émerveillement, colère et révulsion, amusement… ». Après Par-dessus bord (1969), il y aura d’autres pièces « en entreprise » : Les Travaux et les Jours (1979), L’Ordinaire (1981) et A la renverse (1980). Dans King (1998), à travers les facettes de la personnalité du fondateur de l’entreprise Gillette, Vinaver thématise ses propres contradictions.
Marie-Hélène Boblet, professeur de littérature contemporaine, écrira que « La force de son théâtre est de rendre la complexité du libéralisme, d’en faire partager l’excitation motrice comme les effets mortifères, de communiquer le plaisir du travail autant que la peine. Loin de l'aplatir et de le simplifier par des stéréotypes, ou de tenir un discours idéologique sur le capitalisme néolibéral dans un théâtre à thèse, il rend la pâte et la richesse du réel qui déborde les hommes. » Vinaver est aussi le témoin d’un mouvement social majeur : le travail prenait une place grandissante dans la vie des personnes, parce qu’il n’assurait pas seulement leur subsistance mais se présentait comme un outil de réalisation de soi et l’entreprise comme une instance de reconnaissance. En témoignent spécifiquement des œuvres comme La Demande d’emploi (1973), Dissident, il va sans dire et Nina, c’est autre chose (1978).

### Le théâtre du quotidien
En raison de l’attention qu’il porte au monde du travail, Vinaver se trouve souvent associé au courant du « théâtre du quotidien ». En 1973, quatre auteurs exprimèrent en créant ce mouvement leur doute envers le brechtisme, devenu inactuel à leurs yeux. Michel Deutsch, Claudine Fiévet, Michèle Foucher et Jean-Paul Wenzel s’unirent pour donner une voix aux individus ordinaires voire marginalisés.
À l’instar du théâtre du quotidien, une partie importante des pièces de Michel Vinaver sont inspirés par des faits réel ou des faits divers, comme par exemple Portrait d’une femme ou Bettencourt Boulevard. Vinaver se passionne pour la lecture des journaux quotidiens. Il déclare à ce propos dans l’émission Tous en scène : « J’ai toujours été à l'affût de ce qui me permet de mieux saisir, mieux comprendre ce dans quoi je baigne, et à partir de cela de mieux me connaître. » Il explique également cette passion dans les entretiens de A voix nue (France Culture) : « J’aime la presse. J’aime le journal, […] plus le quotidien que le périodique. C’est comme si c’était voir le ciel. C’est comme s’il y avait un espace qui s’ouvre à partir de la façon dont on peut se promener dans un journal, se promener dans la discontinuité même des articles et des points de vue, et trouver une alimentation pour le reste de la journée. ».

### L’enseignement
Sur la base du « travail à la table » expérimenté avec Alain Françon, Vinaver élabore une méthode d’analyse des textes dramatiques qu’il partagera avec ses étudiants dès 1982. Après sa retraite, les résultats seront diffusés par les éditions Actes Sud sous deux formes différente: l’ouvrage publié en 1993 intitulé Écriture dramatiques, essais d’analyse de textes de théâtre et les dossiers dramaturgiques de la collection « Répliques », publiés à partir de 1992.
Vinaver s’intéresse à ce qu’il appelle le « mode de fonctionnement dramaturgique » des textes. À l’aide de plusieurs « axes » d’analyse appliqués sur un extrait, il s’agit de « faire ressortir ce en quoi chaque œuvre se singularise par la combinatoire de traits faisant d’elle un objet unique. » L’application de la méthode à un large corpus est destinée à esquisser « une topographie générale du texte dramatique », La carte, comme chacun des axes, comporte deux pôles: la pièce-machine et la pièce paysage. La pièce-machine repose sur « une intrigue centrée, unitaire, ou un problème à résoudre, mettant en conflit des personnages aux oppositions marquées, habitées par des passion, des sentiments, des vices ou des défauts, des idées, cernées ou du moins cernables ». La parole n’y est que l’instrument d’une action dont la progression se fait « par un engrenage de causes et d'effets ». La pièce paysage au contraire se présente comme « une juxtaposition d'instants se reliant de façon contingente » et l’action est plurielle et acentrée « La parole n'est pas véhiculaire de l'action, elle est l'action même. »
Vinaver se situe résolument, en tant qu’auteur, dans l’hémisphère de la pièce–paysage. Pour Patrice Pavis, pourtant, certaines de ses pièces articulent les deux modèles. Ainsi, Portrait d’une femme : « À première vue, la pièce fait l'effet d'un paysage varié et contrasté et non d'un portrait de visage humain. Dans la terminologie de Vinaver, ce portrait est une pièce-paysage, une “juxtaposition d'éléments discontinus à caractère contingent”. On trouve une suite de brèves rencontres, dont on ne perçoit pas toujours d'entrée l'enchaînement causal. Le lecteur est en effet entraîné par le défilé des témoins convoqués par la cour et par tous ceux qui ont fréquenté Sophie. Chaque témoignage apporte une nuance au paysage. Progressivement, le relief apparaît et les deux logiques, celle du tribunal et celle d'une personne confuse, commencent à émerger. La pièce regagne alors, sinon la logique absolue d'une pièce-machine, du moins une certaine cohérence dans l'exposé indirect des circonstances et des motivations. C'est que le réel se constitue peu à peu sous la baguette du dramaturge-monteur, lequel guide d'un pas sûr le spectateur dans la manière de présenter les faits et de relater les événements. »

## L’écriture de Vinaver

### Le collage et le montage
Les œuvres dramatiques de Vinaver sont la plupart du temps divisées en « morceaux », et non pas en actes et en scènes. Les morceaux se suivent, sans hiérarchie, et sont présentés comme « à plat ». Pour l’auteur, « Il y a un effet de réel dans cet emmêlement, renvoyant à l'expérience commune où il ne s'agit jamais que de s'employer à mettre un peu d'ordre dans ce qui, en vrac, journellement, arrive. » De nombreuses pièces du corpus vinavérien (La Demande d’emploi, Les Travaux et les Jours, L’Ordinaire, 11 septembre 2001, etc.) se caractérisent par l’agencement particulier des répliques. En enchevêtrant les dialogues de personnages qui ne partagent pas, sur scène, le même temps et le même lieu, l’auteur cherche à offrir le texte à la libre interprétation du « lecteur-spectateur ». Comme l’écrit Anne Ubersfeld : « le travail du montage oblige à la réflexion et ne la facilite pas : le spectateur est contraint, de façon plus ou moins consciente, de se demander quel lien existe entre deux énoncés que rien ne paraît joindre et qui ne s'appellent pas l'un l'autre. Les répliques “se frottent”, si l’on peut dire, et le spectateur doit interpréter non seulement les échanges, mais, ce qui est plus important peut-être, les trous dans le discours, cet « entre-deux », ces fossés soudain qui permettent à des répliques qui ne se répondent, ni ne se correspondent, de construire un sens. »
Cette technique est particulièrement observable dans La Demande d’emploi, où le personnage central entretient sur scène plusieurs discussions dont les répliques sont mêlées sans souci de la chronologie des faits. Pour Vinaver, ce travail de composition permet de voir les éléments de la réalité dans « toute leur étrangeté ». Vinaver s’est à maintes reprises référé à d’autres arts pour décrire sa technique en particulier à la musique et aux arts plastiques, et tout spécialement au collage cubiste, surréaliste ou moderniste.

### L’ironie et la référence à l’Antiquité
Jean-Pierre Ryngaert affirme que le comique n’est pas absent des pièces de Vinaver, et mentionne surtout « un usage permanent de l’ironie » Vinaver confirme en expliquant: « Enlevez l’ironie, il n'y a plus rien. Alors ou est-elle? Dans la succession interrompue d’accidents infinies qui constituent le texte. Que sont ces accidents? les trous, les pannes dans le dialogue, les courts-circuits, les surgissements incongrus de rythmes et de rimes, les sautes de niveau de signification d’une réplique à l’autre, les dérapages et les syncopes pour aller d’une situation à une autre, les catastrophes à peine perceptibles dans les relations entre personnages, les enchaînement manqués, les tamponnements de phrases qui ratent leur rencontre. Tout le tissu des décalage entre ce qu’on attend et ce qui se produit ».
Michel Vinaver écrit dans son mémoire d’Habilitation à Diriger des Recherches qu’il instaure dans ses pièces « un va-et-vient entre l'actualité (ce territoire indistinct, morcelé, sans repères) et l'ordre du monde tel qu'il est dit dans les mythes anciens. Il s'agit d'un va-et-vient, et non d'une relation explicative ni même métaphorique ». Il appelle ce va-et-vient la « navette mythique », mais ailleurs, il parle clairement d’un « rapport ironique » entre la mythologie et les actions de ses personnages.
Les Huissiers s’inspirent d’Œdipe à Colone, de l’Antigone de Sophocle, Par-dessus Bord des pièces d’Aristophane notamment. Iphigénie Hôtel se réfère à Iphigénie en Tauride et Iphigénie à Aulis d’Euripide et aux Choéphores d’Eschyle. Les Travaux et les Jours font écho à l’œuvre d’Hésiode. Cette dernière inspiration est profonde puisque, à toutes les échelles de son travail, les forces du Cosmos semblent s’opposer à celles du Chaos. Dans l’univers vinavérien, le Chaos, c’est la banalité : « nous sommes faits et nous nous baignons dans la banalité » : « Alors le banal égale le magma, égale l'indistinct, égale le rien. Et le rien est ce dont tout surgit ».

## Vinaver et ses metteurs en scène
Dans les années 1950-1980 s’étend ce que l’on a pu appeler l’« ère de la mise en scène ». Le texte théâtral est alors considéré par les metteurs en scène comme « la composante d’un ensemble » qu’il s’agit « d’accommoder à leur vision d’auteurs du spectacle ». Vinaver se rebelle parfois contre cette évolution. Dans un texte intitulé « La mise en trop », il critique « la souveraineté des metteurs en scène ». Ces derniers « ont un statut nouveau, celui de l’auteur du spectacle qui utilise des textes pour créer son œuvre propre ». Pour lui, cette appropriation des textes défendable, dans le cas des textes du répertoire, ne convient pas à une œuvre dramatique contemporaine. Au moment de monter la pièce, le metteur en scène « en fera trop ». « Le texte n’a besoin que d’une chose: se faire entendre le plus distinctement possible sur scène », alors que le metteur en scène « a besoin d’aller plus loin, dans la recherche de sa vision propre ». Reste que les textes de Vinaver ont attiré les metteurs en scène les plus célèbres de son époque.

### Roger Planchon
De la même génération que Michel Vinaver, Roger Planchon joue un rôle majeur dans la carrière artistique de Vinaver. Il mettra en scène son premier texte, Les Coréens, dans son Théâtre de la Comédie de Lyon (qu’il fonde en octobre 1956). L’initiative à l’origine de leur collaboration vient de Vinaver qui lui confie le texte: « Le hasard fait qu’en 1956, lors d’un passage à Lyon nécessité par le métier qu’il exerce, Vinaver assiste à une représentation de La Bonne Âme de Se-Tchouan. La mise en scène est de Roger Planchon. L’enthousiasme que suscite en lui ce spectacle décide Vinaver à faire lire à Planchon le texte de la pièce qu’il vient de terminer : il dépose Les Coréens à la billetterie du Théâtre de la Comédie ». Cette collaboration n’est pas sans effet sur la renommée de Vinaver : « En l'inscrivant au répertoire de sa compagnie, Roger Planchon assurait à la pièce de Michel Vinaver un départ foudroyant. » Aujourd’hui ou Les Coréens  remporte un grand succès critique. En 1973, Roger Planchon met en scène Par-dessus Bord. « Planchon, cette fois se rend compte qu’il a à faire à un chef-d’œuvre : il voit le caractère exceptionnel d’un texte qui prend en compte une matière jamais saisie auparavant, non pas le monde du travail, mais le fonctionnement de toute la machine de production-vente […] ». La création a lieu au Théâtre National Populaire, que dirige Roger Planchon depuis son emménagement à Villeurbanne en 1972. Avec l’accord de l’auteur, il présente une version écourtée du texte. La pièce est pensée comme un espace de transformation : « Donc le rapport entre l’auteur et le metteur en scène, dans ce cas-là, n’étais pas du tout un rapport où il pouvait y avoir déviation, trahison de l’intention, c’était inscrit dans le projet, au départ ». L’auteur livre à Planchon les trois versions, dont le metteur en scène fera lui-même une « nouvelle mixture ». Vinaver dira en 2009 : « Planchon en avait fait un très grand et magnifique spectacle, et le tranchant de la pièce n’y était plus. »

### Jacques Lassalle
De la même génération, Jacques Lassalle mettra en scène quatre pièces de Vinaver. Il crée conjointement Nina, c’est autre chose et Dissident, il va sans dire au Théâtre de l’Est Parisien (1978), puis À la renverse au Théâtre national de Chaillot à Paris (1980), et finalement l’Émission de télévision, au Théâtre de l’Odéon (1990). Chaque mise en scène est soutenue par la scénographie de Yannis Kokkos. La création de Nina c’est autre chose et de Dissident il va sans dire (rassemblés sous le titre générique Théâtre de chambre) est un succès : « C’est la première fois qu’il y avait entre Vinaver et son metteur en scène une telle harmonie, une sorte d’osmose; il n’est venu à aucun journaliste l’idée de les opposer l’un à l’autre, selon une recette éprouvée ». En revanche, À la renverse déplaira au public : dans un entretien entre Vinaver et Lassalle, le metteur en scène explique comment il avait essayé de résoudre cette œuvre, si « radicale » dans sa forme : « J’essayais de ramener de toutes mes forces, et dans le texte, et dans la représentation, une espèce de, comment dirais-je, sinon une causalité, en tout cas de cohérence narrative. » Vinaver qualifie alors de fausse cette démarche qui consiste à « rassembler les morceaux ».

### Antoine Vitez
La première rencontre entre Antoine Vitez et l’écriture de Vinaver a lieu lorsque ce dernier répète, dans Les Coréens mis en scène par Jean-Marie Serreau, « l’un des 5 rôles de soldats membres du Bataillon français du corps expéditionnaire des Nations unies ». Les deux hommes se retrouvent quinze ans plus tard, après la représentation de Catherine – Théâtre-récit, d'après le roman de Louis Aragon Les Cloches de Bâle – présenté au Théâtre des Amandiers, à Nanterre. Vinaver écrit alors à Vitez que cette création « bouleverse, entre le rendu du réel quotidien, hyper-rendu, hyper-quotidien, et le discours le plus constitué ». De son côté, Vitez est intéressé par Iphigénie Hôtel depuis sa parution en 1960 dans le numéro 39 de la revue Théâtre populaire à laquelle il collaborait. Il n’a à l’époque aucune mise en scène à son actif. Ce n’est qu’en 1977 qu’il sera en mesure de créer la pièce au Théâtre des Quartiers d'Ivry qu’il dirige depuis 1972.
Vitez accueillera en 1983, au Théâtre de Chaillot dont Jack Lang lui a confié la direction, la création de L’Ordinaire mis en scène par Alain Françon. À peine nommé à la tête de la Comédie Française, en 1988, il commande un impromptu à Vinaver. Ce sera Le Dernier Sursaut, trop profanateur cependant pour être représenté dans la maison de Molière. Vinaver rappelle ces éléments dans un hommage qu’il lit le 30 mars 2010 au Théâtre Ouvert. Dans un autre texte consacré au metteur en scène, il écrira : « tout ce qu’il faisait affirmait une filiation directe avec la tradition antique de ce qu’est la fonction du théâtre : donner aux hommes à voir sous un éclairage inattendu les différentes figures du juste et du faux; et ainsi, faire en sorte qu’ils puissent, chacun suivant ce qu’il reçoit, mieux se raccorder aux grands bouleversements du monde, comme aux petites secousses du quotidien ».

### Alain Françon
Alain Françon est le metteur en scène qui aura accompagné Vinaver le plus longtemps. Il a monté Les Travaux et les Jours en 1980, un texte écrit à son intention, L’Ordinaire en 1983, Les Voisins en 1986, Les Huissiers et King en 1999. Ayant parfaitement saisi les particularités d’écriture du dramaturge, Françon évoque « la banalisation du discours, l’absence de hiérarchie des thèmes, le déplacement postposé des répliques qui ne répondent que de loin en loin, dans un écho différé, et s’entrechoquent [...] dans des associations inattendues, mais productrices de sens [...] la brièveté des répliques, leur enchaînement rapide  [...], la relative sécheresse de la phrase, dépouillée de tous ses adjectifs et adverbes ». D’après son expérience, il constate qu’il « est impossible et faux de tenter d’illustrer l’espace des textes » du dramaturge. Michel Vinaver admet ne pouvoir ni « imaginer l’espace » ni savoir « ce que devrait être le physique des personnages » sur scène au moment même où ils s'apprêtent à faire des gestes complexes Françon s’est aperçu que chaque effort de mise en jeu réaliste ou même “chorégraphique” des corps des comédiens “tu[ait]” le texte. Le style d’écriture de Vinaver l’a aidé à “dépsychologiser” le jeu des comédiens et « à trouver le rire aristophanesque sans lequel la représentation des textes de Vinaver est incomplète ».
Michel Vinaver déclare à propos d’Alain Françon: « sa façon de faire – qui est de laisser l'effet se poser là plutôt que de l'imposer – correspond à la mienne quand j'écris; d'où mon sentiment qu'il y a, de moi à lui, une façon juste de prendre le relais. Une pièce de théâtre est grosse d'un nombre illimité de mises en scène possibles, dont aucune n'est la mise en scène juste. Mais il y a une façon juste d'aborder un texte et de le porter à la scène, c'est cette façon qui compte ».

### Christian Schiaretti
Christian Schiaretti joue un rôle clef dans la transmission de l’héritage dramatique de Michel Vinaver. Il sera le premier à présenter en France la version intégrale de Par-dessus bord, en mars 2008. Il est alors directeur du TNP de Lyon. Dans ce théâtre, il créera également la dernière pièce de Vinaver, Bettencourt Boulevard ou une histoire de France en novembre 2015.

## Œuvres

### Romans
- Lataume (1950)
- L’Objecteur (1951)
- Les Aventures de Jean Patamorfoss (1953)
- Les Histoires de Rosalie (1980)

### Nouvelles
Parues dans The Wesleyan Cardinal :
- « The Joker » (1946)
- « Beloved Cottage » (1946)
- « The Genesis of the W.M. » (1947)

### Fables
- Trois Fables, une enquête et l’histoire de J.B. (1998)

### Théâtre
- Les Coréens (1956)
- Les Huissiers (1958)
- Iphigénie Hôtel (1959)
- Iphigénie Hôtel (version intégrale) (1960)
- Iphigénie Hôtel (version brève) (1963)
- La Demande d’emploi (1972)
- Par-dessus Bord (version intégrale) (1972)
- Iphigénie Hôtel (nouvelle version brève) (1976)
- Dissident, il va sans dire (1978)
- Nina, c’est autre chose (1978)
- Les Travaux et les Jours (1979)
- À la renverse (1980)
- L’Ordinaire (1983)
- Les Voisins (1986)
- Portrait d’une femme (1986)
- Par-dessus Bord (version super-brève) (1986)
- L’Émission de télévision (1990)
- Le Dernier Sursaut (1990)
- King (1998)
- L’Objecteur (2001)
- 11 septembre 2001 (2002)
- Les Troyennes (2003)
- Par-dessus Bord (version hyper-brève) (2002)
- Par-dessus Bord (version brève) (2004)
- Bettencourt Boulevard ou une histoire de France (2014)

### Essais
- Les Anglais vus par eux-mêmes (1983)
- Les Français vus par les Français (1985)
- Le Compte rendu d’Avignon. Des mille maux dont souffre l’édition théâtrale et des trente-sept remèdes pour l’en soulager (1987)
- Écritures dramatiques (1993)
- Écrits sur le théâtre 1 (1998)
- Écrits sur le théâtre 2 (1998)
- La Visite du chancelier autrichien en Suisse (2001)

### Poésie
- Lapiaz, anatomie d’un paysage (1982)

### Traductions
- Amour (1951) traduction du roman de Henry Green Loving (1945)
- La Fête du cordonnier (1958) traduction de la pièce de Thomas Dekker The Shoemaker's Holiday (1600)
- Les Estivants (1983), traduction de la pièce de Maxim Gorki (1903)
- Le Suicidé (1986), traduction de la pièce de Nikolaï Erdman (1928)
- La Terre vaine, traduction du recueil de poèmes de T.S. Eliot The Waste Land (1922)
- Jules César (1990), traduction de la pièce de William Shakespeare Julius Caesar (1599)
- Le Temps et la Chambre (1991), traduction de la pièce de Botho Strauss Die Zeit und das Zimmer (1989)
- Viol (2005), traduction de la pièce de Botho Strauss Schändung (2005) d’après Titus Androcinus de Shakespeare
- Un mois à la campagne (2016), traduction de la pièce d’Ivan Tourgueniev Месяц в деревне (1850)
- La Hauteur à laquelle volent les oiseaux (2009), traduction de la pièce d’Oriza Hirata (2009)

### Correspondance
- Albert Camus / Michel Vinaver, S'engager? : correspondance (1946-1957), L'Arche, 2012  (ISBN 978-2-85181-775-4).

## Distinctions

### Décoration
- Officier de la Légion d'honneur (14 avril 2017)[60]
- Officier de l'ordre des Arts et des Lettres (5 juin 1987)[61]

### Récompenses
- Prix SACD 2004 : Prix théâtre
- Grand prix du théâtre de l’Académie française 2006
- Grand prix de littérature dramatique 2015 pour Bettencourt Boulevard ou Une histoire de France

### Nominations
- Molières 1990 : Molière de l'auteur pour L'Émission de télévision
- Molières 2009 : Molière de l'auteur francophone vivant pour Par-dessus bord
- Molières 2016 : Molière de l'auteur francophone vivant pour Bettencourt Boulevard ou Une histoire de France